# مكدامية فيردية

مكدامية فياردية (الاسم العلمي:Macadamia vieillardii) هي نوع نباتي يتبع جنس المكدامية من الفصيلة البروطية.